# Orientação para o cliente
A Orientação para o cliente é um conceito de marketing e pode ser confundido com Marketing de relacionamento quando analisado superficialmente. Nele, a função principal da empresa não é mais produzir e vender, mas satisfazer à clientela, consultando-a antes de produzir qualquer coisa, via estudos de mercado e com base nessa consulta, caso seja favorável, oferecer-lhe produtos/serviços/idéias de qualidade e valor, para que os consumidores voltem a comprar e a divulgar bem da empresa e seus produtos.
Atualmente, pode-se ver a mesma empresa praticando diferentes filosofias de marketing ao redor do mundo e/ou num mesmo mercado: Orientação para produção, Orientação para produto, Orientação para vendas, Orientação para cliente, Orientação de  Marketing Socialmente Responsável e Orientação para Marketing Holístico.

## A orientação nas empresas
As empresas reconhecem pouco a pouco que, de todo o seu ativo, o mais precioso de constituir, de aumentar e de substituir, é a sua clientela. É mais lento e mais difícil hoje conquistar uma clientela do que construir uma fábrica porque, para construir uma fábrica, não estamos em concorrência com ninguém, enquanto que para conquistar um mercado, estamos em constante competição com outras empresas. Em síntese, um mercado antes de vendedores passou-se, na maior parte dos setores econômicos, a ser um mercado de compradores e é por isso que a visão habitual que se fazia da vida e dos problemas da empresa se alterou, aos poucos, da mesma forma que se alterou, segundo Copérnico, a visão da Terra no Cosmos. A orientação para o cliente quer dizer que as empresas devem considerar o cliente como ponto de partida para todo e qualquer negócio e essa postura deve ser da empresa em todos os níveis, desde o mais alto executivo até o escalão mais baixo, respirando e sentindo o cliente, "o verdadeiro patrão da empresa".
Assim, ao criar, conservar e alargar a clientela da empresa, evolui-se da posição acessória de produção, financeira e de organização para a função principal da empresa e, mais do que qualquer outra função, ela condiciona a sobrevivência da empresa, a sua prosperidade e o seu crescimento.
Então, o sucesso da empresa no longo prazo pressupõe ela compreender muito bem as necessidades e os desejos dos clientes e, com base nisso, oferecer produtos, serviços e idéias para satisfazer a esses clientes melhor do que a concorrência, podendo, dessa forma, criar a fidelidade deles à empresa e competir mais eficientemente com os concorrentes. Para isso é preciso inovar a tecnologia, estudar constantemente o comportamento dos clientes (pois estes estão culturalmente evoluindo a todo momento ) e aumentar a velocidade e a confiabilidade dos serviços prestados, usando a Internet para se comunicar diretamente com os clientes e, ao fidelizar a clientela, há melhoria, em conseqüência, nos resultados da empresa no longo prazo.
Para as pequenas empresas, a orientação para o cliente é crucial, porque permite o contato direto com a clientela, sondando seus desejos e necessidades e primando, ao mesmo tempo, por um atendimento personalizado e, desse modo, criar laços duradouros, fidelizando o cliente.

## Vantagens da Orientação para o cliente
Existem dois tipos de perspectivas que direcionam as vendas nas empresas: a perspectiva orientada para a venda e a orientada ao cliente. Quando o vendedor se utiliza da orientação para venda, seu objetivo é  atingir ou superar a cota  pré-estabelecida por sua empresa, sendo o conhecimento e poder de persuasão as suas ferramentas para convencimento do cliente. Por outro lado, ao utilizar-se da orientação ao cliente o vendedor procura encaixar ou transformar o produto na necessidade do cliente, e assim o objetivo da venda é a satisfação do comprador. 

## Exemplos da Orientação em propagandas
Orientação voltada ao produto:
“Esse cartão de crédito dá até 40 dias de prazo para o pagamento e o seu saldo pode ser verificado on-line”.”(Unibanco)
“Esse colchão proporciona um conforto maior pois possui molas de aço temperado ensacadas individualmente com garantia de 7 anos”.”(Ortobom)
“Essa panela de pressão tem um diferenciado e moderno sistema de válvulas de segurança, e seu revestimento de material antiaderente facilita a limpeza e lhe concede maior durabilidade”.”
Orientação voltada ao cliente:
“Agora o senhor poderá ter compras mais tranquilas e organizadas, pois com os nossos cartões de crédito você terá o prazo de até 40 dias para pagar, sem taxas adicionais, e ainda poderá visualizar sua fatura a qualquer momento pela Internet.”
“A partir de agora o senhor (e sua mulher) terá (terão) noites muito confortáveis com nosso colchão, pois eles possuem molas de aço temperado que são ensacadas individualmente, e esse conforto irá durar por muito tempo, pois ele possui uma garantia de 7 anos."
"Agora para o(a) senhor(a) a limpeza de suas panelas será muito mais fácil e rápida, pois com as nossas panelas de pressão revestidas com antiaderente a comida não irá se prender, e além da facilidade na limpeza há uma maior durabilidade, e ainda cozinhar será mais seguro, pois essas panelas possuem sistema de válvulas de segurança que controlam a pressão da panela.” 